# Program Helios

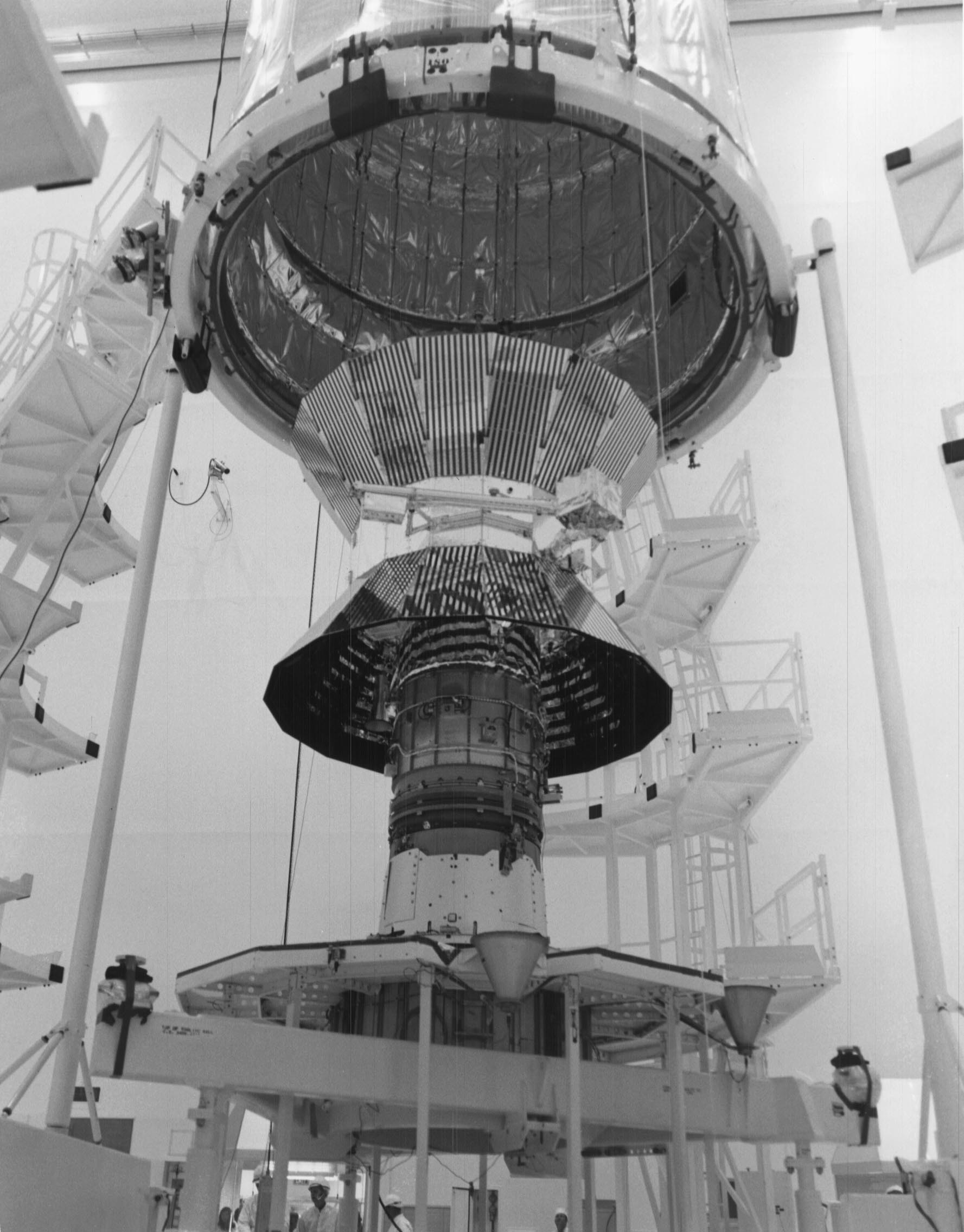
Prototyp sondy Helios

Program Helios byl kosmický program, vyvinutý v Německé spolkové republice s americkou pomocí v letech 1974 – 1976.

## Základní informace
Celý program byl určen k průzkumu meziplanetárního prostoru poblíž Slunce. Navázal na předchozí výzkumné sondy NASA: Pioneer 5 a Explorer 49. Byly vypuštěny dvě sondy, které měly v programu řadu amerických a německých experimentů. Obě družice byly stabilizovány pomalou rotací, z 50% byl jejich povrch pokryt slunečními bateriemi a druhých 50% ploškami odrážejícími dopadající záření. To proto, že poblíž Slunce bylo reálné nebezpečí přehřátí tělesa sondy. Sondy byly o hmotnosti 370 kg.
Obě byly uvedeny na dráhu pomocí tehdy nové rakety Titan 3E Centaur D1T.

## Vypuštěné družice
- Helios 1, start v prosinci 1974
- Helios 2, start v lednu 1976

## Hodnocení programu
Protože start obou družic se vydařil a také let vč. předávání výsledků měření na Zemi, byl program úspěšný. S oběma sondami bylo časem ztraceno spojení. Sonda Helios 1 byla světovou rekordmankou Země v rychlosti umělého tělesa, letěla při průletu kolem Slunce až 64,7 km/s.